# El Arpa

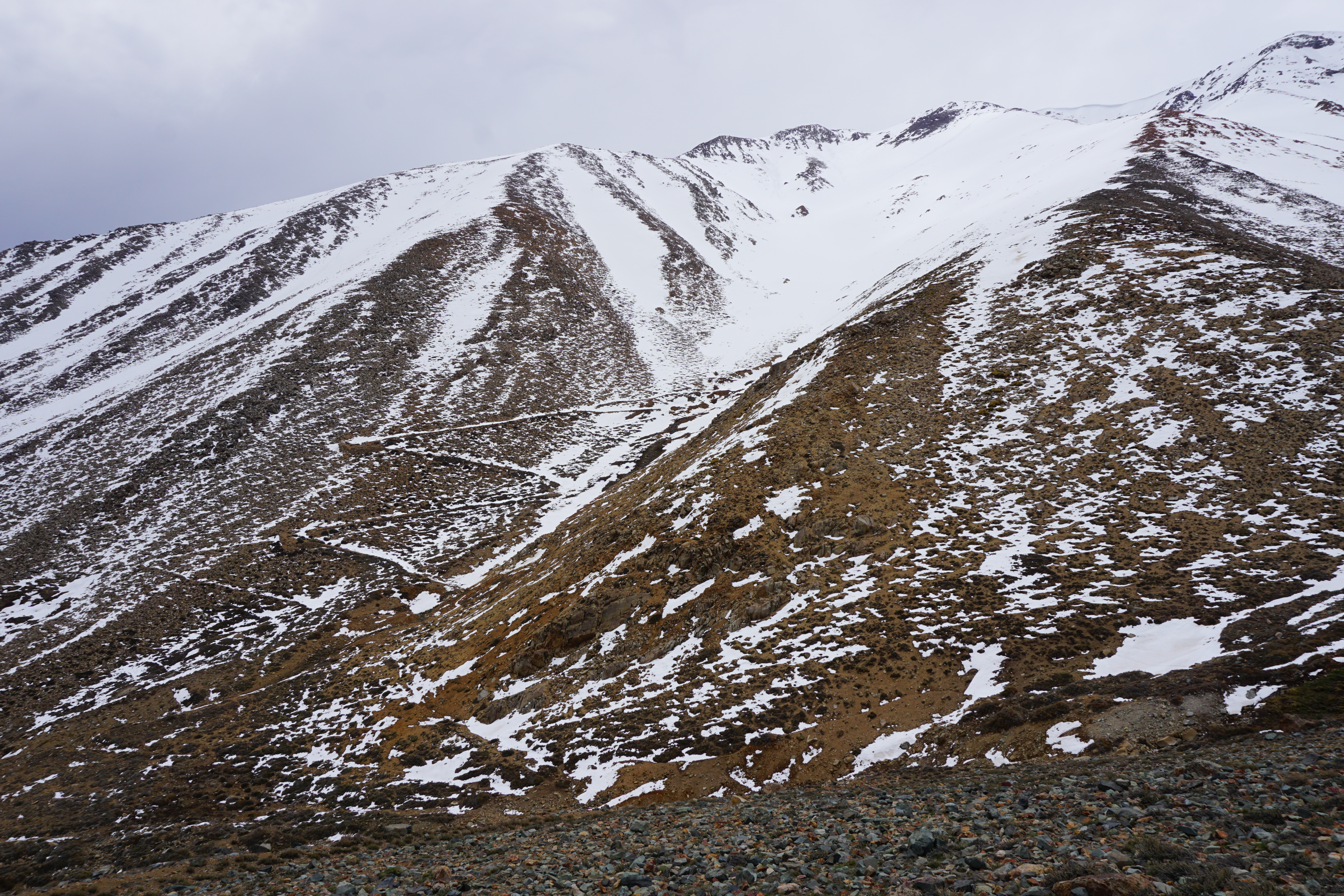
Camino a El Arpa.

El Arpa es un centro de esquí ubicado en la Región de Valparaíso, a 108 km de Santiago, la capital de Chile, cerca de la ciudad de Los Andes.
Esta estación de esquí está ubicada en la zona cordillerana de la comuna de San Esteban, a 2690 m s. n. m., y conformada por dos valles: El Arpa y La Honda. Del total de pistas que posee, un 20 % es de nivel intermedio, un 40 % de nivel avanzado y otro 40 % de nivel experto. Se caracteriza por ser un centro de esquí fuera de pistas —es decir, el esquiador diseña su propia ruta—, no tener andariveles y contar con snowcats para el transporte de los visitantes.
El Arpa tiene un promedio anual de entre 5 y 7 metros de nieve, y carece de alojamientos propios.